# Nepokoje v Thajsku 2010

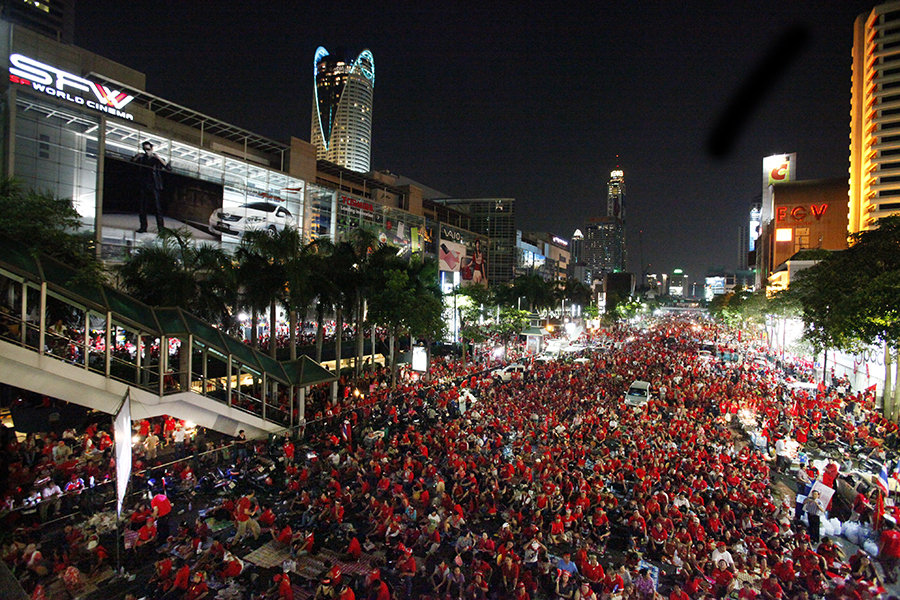
„Červené košile“ v centru Bangkoku na křižovatce Ratchaprasong 3. května 2010

Nepokoje v Thajsku v roce 2010 trvaly od 12. března do 19. května a demonstranti rekrutující se především z venkova a ze sociálně slabších vrstev obyvatelstva při nich požadovali odstoupení premiéra Apchisita Vedžadžívy a vypsání předčasných voleb. Během těchto nepokojů přišlo o život asi 90 lidí a dalších 1900 bylo zraněno. Demonstranti z Jednotné fronty za demokracii byli označováni jako „červené košile“ a většinou se jednalo o stoupence bývalého premiéra Tchaksina Šinavatry, sesazeného v roce 2006. Několik tisícovek demonstrantů včetně žen a dětí bylo přes dva měsíce zabarikádovano v obchodní čtvrti v Bangkoku, jejich opevněný tábor ve čtvrti plné luxusních hotelů a obchodních domů zabíral asi tři čtvereční kilometry.
Kvůli nepokojům byl 7. dubna 2010 v Bangkoku a v květnu i v dalších 23 ze 76 thajských provincií vyhlášen výjimečný stav, který byl 6. července v 19 provinciích včetně Bangkoku prodloužen (ve zbývajících pěti provinciích ho vláda zrušila). Jelikož vyhlášení výjimečného stavu demonstranty neodradilo byla proti nim nasazena armáda a 10. dubna 2010 došlo k masakru, při němž bylo zabito 25 lidí. Premiér Vedžadžíva předložil demonstrantům 3. května 2010 usmiřovacího plán, v němž slíbil předčasné parlamentní volby na 14. listopadu 2010. Slib ale podmínil tím, že demonstranti ukončí pouliční protesty. Ačkoliv demonstranti s datem voleb souhlasili, kladli si pro ukončení protestů další podmínky, mimo jiné požadovali předání místopředsedy vlády Suthepa Thaugsubana do rukou policie, neboť ho vinili z masakru 10. dubna 2010. Thajská vláda tak nakonec vyhlášené datum voleb odvolala. Armáda dala demonstrantům ultimátum, aby do 13. května 2010 18:00 hodin místního času vyklidili centrum Bangkoku, a poté se vojáci rozhodli protestní akci rozpustit za použití násilí. Týž den byl postřelen do hlavy generál Kchattija Savasdipol, vojenský velitel „červených košil“, vládou považovaný za teroristu, a musel být převezen do nemocnice, kde prodělal operaci mozku. Po třech dnech svým zraněním podlehl. Nepokoje vyvrcholily v Bangkoku 19. května 2010, kdy thajská armáda po sedmidenním obléhání zaútočila na demonstranty, kteří obsadili centrum města a shromáždili se v parku Lumpini, pouliční boje trvaly celý den a skončily kapitulací Jatuporna Prompana a dalších opozičních vůdců. Ostatní demonstranti však ještě vydrancovali blízké obchody a zůstalo po nich v plamenech třicetpět budov (mimo jiné i policejní stanice, banka, televizní stanice a největší nákupní středisko v Bangkoku).